# 基恩 (新罕布什尔州)

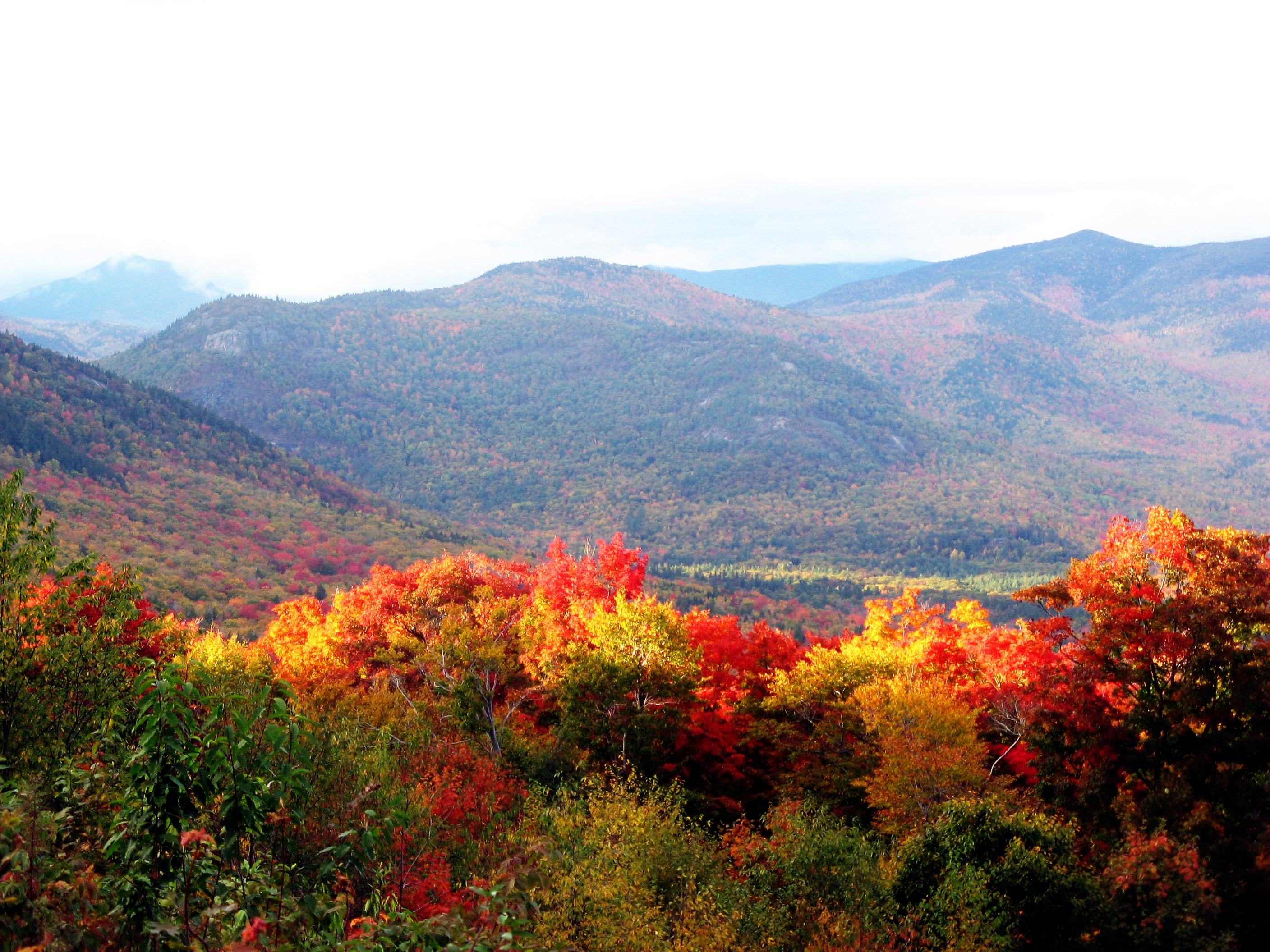

基恩位于美国新罕布什尔州东南部，是切希尔县的县治所在，面积97.3平方公里。根据2000年美国人口普查，共有22,955人，其中白人占97.66%。這個數字於2010年上升至23,409人。

## 地理
蒙荷里的座標為42°56′01″N 72°16′41″W / 42.93361°N 72.27806°W（42.9339,-72.2784）。根據2000年人口普查，本城面積為37.6平方英里（97.38平方），其中37.3平方英里（96.61平方）為陸地，0.2平方英里（0.52平方）為水域。